# フランスグランプリ
フランスグランプリ（Grand Prix de France）はフランスで行われるF1のレース。国際規模のグランプリレースとしては最古の歴史を持つ。

## 歴史

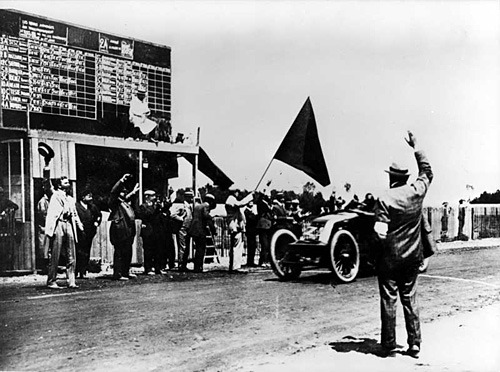
1906年ACFグランプリで優勝したシス

20世紀初頭、国別対抗戦として開催されたゴードン・ベネット・カップは各出場国3台のみが参加するというルールだった。当時、自動車文化の中心地であったフランスはこの制限に不満を抱き、ゴードン・ベネット・カップに参加せず、フランス自動車クラブ (Automobile Club de France, ACF) が独自にレースを主催することになった。1906年6月26日から27日にかけてル・マン郊外の公道コースで第1回ACFグランプリが開催され、フェレンク・シス (Ferenc Szisz) がドライブするルノーが優勝した。1920年代には欧州各国でもグランプリが開催されるようになり、当国でのイベントは「フランスグランプリ」と呼ばれるようになった。
1950年に始まるF1世界選手権においては1955年以外は毎年開催されており、イギリスGPとイタリアGPに次ぐ歴史を持つ。多くのサーキットを利用して開催されてきたが、1991年以降はマニクール・サーキットに定着していた。
しかし、マニクールの交通の便の悪さに加えて、F1におけるフランスの影響力の低下（ドライバー・チームの激減、ルノーチームのフランス色の弱さ）といった理由から消滅の危機にさらされ続け、2008年10月15日にフランス自動車連盟 (FFSA) が2009年度の開催をキャンセルしたと発表した。これにより、グランプリ発祥国のレースが消滅することになった。
その後、アラン・プロストらの協力をえて復活を目指し、2013年からベルギーGPと隔年開催する形で、ポール・リカール・サーキットでフランスGPが行われると伝えられた。しかし、支援を約束していたサルコジ政権が2012年の大統領選挙で退陣し、後任のオランド大統領は財政援助を否定。ベルギーGPのプロモーターも隔年開催案が終了したと認めた。
2016年12月5日、ポール・リカール・サーキットと2018年から5年契約を結んだことが発表され、10年ぶりにフランスGPが復活することになった。プロヴァンス＝アルプ＝コート・ダジュール地域圏、トゥーロン市、ヴァール県、フランス自動車連盟が財政支援を行い、主催団体（プロモーター）として新たに「グランプリ・ド・フランス」を設立。同団体の代表にはルノーF1やマクラーレンでチーム代表を歴任したエリック・ブーリエが就任した。
このポール・リカール・サーキットの5年間の開催契約は更新されなかったことから2023年の開催スケジュールから脱落し、フランスGPは再び消滅することになった。2022年12月にはプロモーターのグランプリ・ド・フランスが解散していたことが明らかになり、2024年以降の開催復活も疑問視されている。

## フランスグランプリ以外のF1開催
1982年はフランスGPの他に、グランプリの1カ国1開催のルールを回避する策として、ディジョン・プレノワにてスイスGPの名を借りたレースが開催された。スイスは1955年のル・マン24時間レースの観客死傷事故以降、国内のモータースポーツを禁止していた。このレースでは1982年のドライバーズ・チャンピオンとなるケケ・ロズベルグが初優勝した。

## 主な出来事
- 1954年は、このレースよりグランプリ復帰を果たしたメルセデスが他を圧倒し、ファン・マヌエル・ファンジオがポール・トゥ・ウィンで優勝、ワン・ツー・フィニッシュを達成した。F1デビュー戦で優勝を果たしたコンストラクターは1950年イギリスGPのアルファロメオ以来で[注 3]、イタリア以外のコンストラクターが優勝したのは初めてとなった[注 4]。また、コンチネンタルタイヤもF1デビュー戦での優勝となった。
- 1961年は、FISAのジャンカルロ・バゲッティが1950年イギリスGPのジュゼッペ・ファリーナ以来2人目のデビュー・ウィン[注 3]を飾った。また、フェラーリのノンワークスチームによる唯一の優勝である。
- 1979年には、ディジョン・プレノワで開催されたこのフランスGPにおいて、史上初めてターボエンジンを搭載したマシンが勝利したレースとしても記録されている。これはジャン＝ピエール・ジャブイーユがドライブするルノーRS10により達成されたもので、フランス人ドライバーであるジャブイーユが、フランスの（当時）国営企業ルノーの車に乗り、フランス製のミシュランタイヤとエルフオイルを使用し勝った、フランスずくめのレースでもあった。また、フェラーリのジル・ヴィルヌーヴとルノーのルネ・アルヌーの熾烈な2位争いも語り草となった。
- フランス人唯一のドライバーズ・チャンピオン獲得者であるアラン・プロストは地元開催となるフランスグランプリに強く、参戦13シーズン中3連覇を含む6勝（1981年、1983年、1988年-1990年、1993年）を挙げており（他に2位が3回、3位が2回）、ディジョン・プレノワ開催の1981年のレースでは自身のグランプリ初優勝を飾り、ポール・リカール開催の1990年のレースではフェラーリにチーム通算100勝をもたらした。一方最大のライバルであるアイルトン・セナにとっては生涯1度も優勝できなかった数少ないグランプリとなった。
- ミハエル・シューマッハは、このフランスGPがF1キャリアで8勝と一番勝っており、（他に3位が4回）フランスグランプリの最多優勝者となっている。2002年には、史上最短のドライバーズ・チャンピオンをこのフランスGPで決定し、2004年には、ドライレースにも拘らず4回のピットストップを行いながらもライバルたちを圧倒して優勝を飾った。

## 過去の結果と開催サーキット
- ピンク地はF1世界選手権以外で開催された年。
- グリーン地は第二次世界大戦前に行われていた世界マニュファクチャラーズ選手権（英語版）[注 5]の一戦として開催された年。ラウンドの数字は同選手権のもの。
- クリーム地は第二次世界大戦前に行われていたヨーロッパ・ドライバーズ選手権[注 6]の一戦として開催された年。ラウンドの数字は同選手権のもの。

### F1世界選手権レース開催前 (1906年-1949年)
1936年-1937年はスポーツカーレースとして開催された。
| 年        | 決勝日                         | ラウンド                       | サーキット                     | 勝者                                            | コンストラクター               | 結果                           |
| --------- | ------------------------------ | ------------------------------ | ------------------------------ | ----------------------------------------------- | ------------------------------ | ------------------------------ |
| 1906      | 6月26日-27日                   | 非選手権                       | ル・マン                       | フェレンク・シス                                | ルノー                         | 詳細                           |
| 1907      | 7月02日                        | 非選手権                       | ディエップ                     | フェリーチェ・ナザーロ                          | フィアット                     | 詳細                           |
| 1908      | 7月07日                        | 非選手権                       | ディエップ                     | クリスティアン・ラウテンシュラガー              | メルセデス                     | 詳細                           |
| 1909-1911 | 開催されず                     | 開催されず                     | 開催されず                     | 開催されず                                      | 開催されず                     | 開催されず                     |
| 1912      | 6月25日-26日                   | 非選手権                       | ディエップ                     | ジョルジュ・ボワイヨ                            | プジョー                       | 詳細                           |
| 1913      | 7月12日                        | 非選手権                       | アミアン                       | ジョルジュ・ボワイヨ                            | プジョー                       | 詳細                           |
| 1914      | 7月04日                        | 非選手権                       | リヨン                         | クリスティアン・ラウテンシュラガー              | メルセデス                     | 詳細                           |
| 1915-1920 | 第一次世界大戦により開催されず | 第一次世界大戦により開催されず | 第一次世界大戦により開催されず | 第一次世界大戦により開催されず                  | 第一次世界大戦により開催されず | 第一次世界大戦により開催されず |
| 1921      | 7月25日                        | 非選手権                       | ル・マン                       | ジミー・マーフィー                              | デューセンバーグ               | 詳細                           |
| 1922      | 7月15日                        | 非選手権                       | ストラスブール                 | フェリーチェ・ナザーロ                          | フィアット                     | 詳細                           |
| 1923      | 7月02日                        | 非選手権                       | トゥール                       | ヘンリー・シーグレーブ                          | サンビーム                     | 詳細                           |
| 1924      | 7月02日                        | 非選手権                       | リヨン                         | ジュゼッペ・カンパーリ                          | アルファロメオ                 | 詳細                           |
| 1925      | 7月26日                        | 3                              | モンレリ                       | ロベール・ブノワ アルベルト・ディーヴォ         | ドラージュ                     | 詳細                           |
| 1926      | 6月27日                        | 2                              | ミラマ                         | ジュール・グー                                  | ブガッティ                     | 詳細                           |
| 1927      | 7月03日                        | 2                              | モンレリ                       | ロベール・ブノワ                                | ドラージュ                     | 詳細                           |
| 1928      | 7月01日                        | 非選手権                       | サン＝ゴーダンス               | ウィリアム・グローバー＝ウィリアムズ            | ブガッティ                     | 詳細                           |
| 1929      | 6月30日                        | 2                              | ル・マン                       | ウィリアム・グローバー＝ウィリアムズ            | ブガッティ                     | 詳細                           |
| 1930      | 9月21日                        | 非選手権                       | ポー                           | フィリップ・エタンセラン                        | ブガッティ                     | 詳細                           |
| 1931      | 6月21日                        | 2                              | モンレリ                       | ルイ・シロン アキーレ・ヴァルツィ               | ブガッティ                     | 詳細                           |
| 1932      | 7月03日                        | 2                              | ランス・グー                   | タツィオ・ヌヴォラーリ                          | アルファロメオ                 | 詳細                           |
| 1933      | 6月11日                        | 非選手権                       | モンレリ                       | ジュゼッペ・カンパーリ                          | マセラティ                     | 詳細                           |
| 1934      | 7月01日                        | 非選手権                       | モンレリ                       | ルイ・シロン                                    | アルファロメオ                 | 詳細                           |
| 1935      | 6月23日                        | 2                              | モンレリ                       | ルドルフ・カラツィオラ                          | メルセデス・ベンツ             | 詳細                           |
| 1936      | 6月28日                        | 非選手権                       | モンレリ                       | ジャン＝ピエール・ウィミーユ レイモン・ソメール | ブガッティ                     | 詳細                           |
| 1937      | 7月04日                        | 非選手権                       | モンレリ                       | ルイ・シロン                                    | タルボ                         | 詳細                           |
| 1938      | 7月03日                        | 1                              | ランス・グー                   | マンフレート・フォン・ブラウヒッチュ            | メルセデス・ベンツ             | 詳細                           |
| 1939      | 7月09日                        | 2                              | ランス・グー                   | ヘルマン・パウル・ミューラー                    | アウトウニオン                 | 詳細                           |
| 1940-1946 | 第二次世界大戦により開催されず | 第二次世界大戦により開催されず | 第二次世界大戦により開催されず | 第二次世界大戦により開催されず                  | 第二次世界大戦により開催されず | 第二次世界大戦により開催されず |
| 1947      | 9月21日                        | 非選手権                       | リヨン＝パリリー               | ルイ・シロン                                    | タルボ・ラーゴ                 | 詳細                           |
| 1948      | 7月18日                        | 非選手権                       | ランス・グー                   | ジャン＝ピエール・ウィミーユ                    | アルファロメオ                 | 詳細                           |
| 1949      | 7月17日                        | 非選手権                       | ランス・グー                   | ルイ・シロン                                    | タルボ・ラーゴ                 | 詳細                           |

### F1世界選手権レース開催後 (1950年-2022年)
| 年          | 決勝日                                         | ラウンド                                       | サーキット                                     | 勝者                                              | コンストラクター （括弧内はノンワークスチーム） | 結果                                           |                                                |
| ----------- | ---------------------------------------------- | ---------------------------------------------- | ---------------------------------------------- | ------------------------------------------------- | ----------------------------------------------- | ---------------------------------------------- | ---------------------------------------------- |
| 1950        | 7月02日                                        | 6                                              | ランス・グー                                   | ファン・マヌエル・ファンジオ                      | アルファロメオ                                  | 詳細                                           |                                                |
| 1951        | 7月01日                                        | 4                                              | ランス・グー                                   | ルイジ・ファジオーリ ファン・マヌエル・ファンジオ | アルファロメオ                                  | 詳細                                           |                                                |
| 1952        | 7月06日                                        | 4                                              | ルーアン                                       | アルベルト・アスカリ                              | フェラーリ                                      | 詳細                                           |                                                |
| 1953        | 7月05日                                        | 5                                              | ランス                                         | マイク・ホーソーン                                | フェラーリ                                      | 詳細                                           |                                                |
| 1954        | 7月04日                                        | 4                                              | ランス                                         | ファン・マヌエル・ファンジオ                      | メルセデス                                      | 詳細                                           |                                                |
| 1955        | ル・マン24時間レースの大惨事の影響により中止   | ル・マン24時間レースの大惨事の影響により中止   | ル・マン24時間レースの大惨事の影響により中止   | ル・マン24時間レースの大惨事の影響により中止      | ル・マン24時間レースの大惨事の影響により中止    | ル・マン24時間レースの大惨事の影響により中止   | ル・マン24時間レースの大惨事の影響により中止   |
| 1956        | 7月01日                                        | 5                                              | ランス                                         | ピーター・コリンズ                                | フェラーリ                                      | 詳細                                           |                                                |
| 1957        | 7月07日                                        | 4                                              | ルーアン                                       | ファン・マヌエル・ファンジオ                      | マセラティ                                      | 詳細                                           |                                                |
| 1958        | 7月06日                                        | 6                                              | ランス                                         | マイク・ホーソーン                                | フェラーリ                                      | 詳細                                           |                                                |
| 1959        | 7月05日                                        | 4                                              | ランス                                         | トニー・ブルックス                                | フェラーリ                                      | 詳細                                           |                                                |
| 1960        | 7月03日                                        | 6                                              | ランス                                         | ジャック・ブラバム                                | クーパー-クライマックス                         | 詳細                                           |                                                |
| 1961        | 7月02日                                        | 4                                              | ランス                                         | ジャンカルロ・バゲッティ                          | フェラーリ （FISA)                              | 詳細                                           |                                                |
| 1962        | 7月08日                                        | 4                                              | ルーアン                                       | ダン・ガーニー                                    | ポルシェ                                        | 詳細                                           |                                                |
| 1963        | 6月30日                                        | 4                                              | ランス                                         | ジム・クラーク                                    | ロータス-クライマックス                         | 詳細                                           |                                                |
| 1964        | 6月28日                                        | 4                                              | ルーアン                                       | ダン・ガーニー                                    | ブラバム-クライマックス                         | 詳細                                           |                                                |
| 1965        | 6月27日                                        | 4                                              | クレルモンフェラン                             | ジム・クラーク                                    | ロータス-クライマックス                         | 詳細                                           |                                                |
| 1966        | 7月03日                                        | 3                                              | ランス                                         | ジャック・ブラバム                                | ブラバム-レプコ                                 | 詳細                                           |                                                |
| 1967        | 7月02日                                        | 5                                              | ブガッティ（ル・マン）                         | ジャック・ブラバム                                | ブラバム-レプコ                                 | 詳細                                           |                                                |
| 1968        | 7月07日                                        | 6                                              | ルーアン                                       | ジャッキー・イクス                                | フェラーリ                                      | 詳細                                           |                                                |
| 1969        | 7月06日                                        | 5                                              | クレルモンフェラン                             | ジャッキー・スチュワート                          | マトラ-フォード （マトラ・インターナショナル）  | 詳細                                           |                                                |
| 1970        | 7月05日                                        | 6                                              | クレルモンフェラン                             | ヨッヘン・リント                                  | ロータス-フォード                               | 詳細                                           |                                                |
| 1971        | 7月04日                                        | 5                                              | ポール・リカール                               | ジャッキー・スチュワート                          | ティレル-フォード                               | 詳細                                           |                                                |
| 1972        | 7月02日                                        | 6                                              | クレルモンフェラン                             | ジャッキー・スチュワート                          | ティレル-フォード                               | 詳細                                           |                                                |
| 1973        | 7月01日                                        | 8                                              | ポール・リカール                               | ロニー・ピーターソン                              | ロータス-フォード                               | 詳細                                           |                                                |
| 1974        | 7月07日                                        | 9                                              | ディジョン                                     | ロニー・ピーターソン                              | ロータス-フォード                               | 詳細                                           |                                                |
| 1975        | 7月06日                                        | 9                                              | ポール・リカール                               | ニキ・ラウダ                                      | フェラーリ                                      | 詳細                                           |                                                |
| 1976        | 7月04日                                        | 8                                              | ポール・リカール                               | ジェームス・ハント                                | マクラーレン-フォード                           | 詳細                                           |                                                |
| 1977        | 7月03日                                        | 9                                              | ディジョン                                     | マリオ・アンドレッティ                            | ロータス-フォード                               | 詳細                                           |                                                |
| 1978        | 7月02日                                        | 9                                              | ポール・リカール                               | マリオ・アンドレッティ                            | ロータス-フォード                               | 詳細                                           |                                                |
| 1979        | 7月01日                                        | 8                                              | ディジョン                                     | ジャン＝ピエール・ジャブイーユ                    | ルノー                                          | 詳細                                           |                                                |
| 1980        | 6月29日                                        | 7                                              | ポール・リカール                               | アラン・ジョーンズ                                | ウィリアムズ-フォード                           | 詳細                                           |                                                |
| 1981        | 7月05日                                        | 8                                              | ディジョン                                     | アラン・プロスト                                  | ルノー                                          | 詳細                                           |                                                |
| 1982        | 7月25日                                        | 11                                             | ポール・リカール                               | ルネ・アルヌー                                    | ルノー                                          | 詳細                                           |                                                |
| 1983        | 4月17日                                        | 3                                              | ポール・リカール                               | アラン・プロスト                                  | ルノー                                          | 詳細                                           |                                                |
| 1984        | 5月20日                                        | 5                                              | ディジョン                                     | ニキ・ラウダ                                      | マクラーレン-TAG                                | 詳細                                           |                                                |
| 1985        | 7月07日                                        | 7                                              | ポール・リカール                               | ネルソン・ピケ                                    | ブラバム-BMW                                    | 詳細                                           |                                                |
| 1986        | 7月06日                                        | 8                                              | ポール・リカール                               | ナイジェル・マンセル                              | ウィリアムズ-ホンダ                             | 詳細                                           |                                                |
| 1987        | 7月05日                                        | 6                                              | ポール・リカール                               | ナイジェル・マンセル                              | ウィリアムズ-ホンダ                             | 詳細                                           |                                                |
| 1988        | 7月03日                                        | 7                                              | ポール・リカール                               | アラン・プロスト                                  | マクラーレン-ホンダ                             | 詳細                                           |                                                |
| 1989        | 7月09日                                        | 7                                              | ポール・リカール                               | アラン・プロスト                                  | マクラーレン-ホンダ                             | 詳細                                           |                                                |
| 1990        | 7月08日                                        | 7                                              | ポール・リカール                               | アラン・プロスト                                  | フェラーリ                                      | 詳細                                           |                                                |
| 1991        | 7月07日                                        | 7                                              | マニクール                                     | ナイジェル・マンセル                              | ウィリアムズ-ルノー                             | 詳細                                           |                                                |
| 1992        | 7月05日                                        | 8                                              | マニクール                                     | ナイジェル・マンセル                              | ウィリアムズ-ルノー                             | 詳細                                           |                                                |
| 1993        | 7月04日                                        | 8                                              | マニクール                                     | アラン・プロスト                                  | ウィリアムズ-ルノー                             | 詳細                                           |                                                |
| 1994        | 7月03日                                        | 7                                              | マニクール                                     | ミハエル・シューマッハ                            | ベネトン-フォード                               | 詳細                                           |                                                |
| 1995        | 7月02日                                        | 7                                              | マニクール                                     | ミハエル・シューマッハ                            | ベネトン-ルノー                                 | 詳細                                           |                                                |
| 1996        | 6月30日                                        | 9                                              | マニクール                                     | デイモン・ヒル                                    | ウィリアムズ-ルノー                             | 詳細                                           |                                                |
| 1997        | 6月29日                                        | 8                                              | マニクール                                     | ミハエル・シューマッハ                            | フェラーリ                                      | 詳細                                           |                                                |
| 1998        | 6月28日                                        | 8                                              | マニクール                                     | ミハエル・シューマッハ                            | フェラーリ                                      | 詳細                                           |                                                |
| 1999        | 6月27日                                        | 7                                              | マニクール                                     | ハインツ＝ハラルド・フレンツェン                  | ジョーダン-無限ホンダ                           | 詳細                                           |                                                |
| 2000        | 7月02日                                        | 9                                              | マニクール                                     | デビッド・クルサード                              | マクラーレン-メルセデス                         | 詳細                                           |                                                |
| 2001        | 7月01日                                        | 10                                             | マニクール                                     | ミハエル・シューマッハ                            | フェラーリ                                      | 詳細                                           |                                                |
| 2002        | 7月21日                                        | 11                                             | マニクール                                     | ミハエル・シューマッハ                            | フェラーリ                                      | 詳細                                           |                                                |
| 2003        | 7月06日                                        | 10                                             | マニクール                                     | ラルフ・シューマッハ                              | ウィリアムズ-BMW                                | 詳細                                           |                                                |
| 2004        | 7月04日                                        | 10                                             | マニクール                                     | ミハエル・シューマッハ                            | フェラーリ                                      | 詳細                                           |                                                |
| 2005        | 7月03日                                        | 10                                             | マニクール                                     | フェルナンド・アロンソ                            | ルノー                                          | 詳細                                           |                                                |
| 2006        | 7月16日                                        | 11                                             | マニクール                                     | ミハエル・シューマッハ                            | フェラーリ                                      | 詳細                                           |                                                |
| 2007        | 7月01日                                        | 8                                              | マニクール                                     | キミ・ライコネン                                  | フェラーリ                                      | 詳細                                           |                                                |
| 2008        | 6月22日                                        | 8                                              | マニクール                                     | フェリペ・マッサ                                  | フェラーリ                                      | 詳細                                           |                                                |
| 2009 - 2017 | 開催されず                                     | 開催されず                                     | 開催されず                                     | 開催されず                                        | 開催されず                                      | 開催されず                                     | 開催されず                                     |
| 2018        | 6月24日                                        | 8                                              | ポール・リカール                               | ルイス・ハミルトン                                | メルセデス                                      | 詳細                                           |                                                |
| 2019        | 6月23日                                        | 8                                              | ポール・リカール                               | ルイス・ハミルトン                                | メルセデス                                      | 詳細                                           |                                                |
| 2020        | 新型コロナウイルス感染症の世界的流行により中止 | 新型コロナウイルス感染症の世界的流行により中止 | 新型コロナウイルス感染症の世界的流行により中止 | 新型コロナウイルス感染症の世界的流行により中止    | 新型コロナウイルス感染症の世界的流行により中止  | 新型コロナウイルス感染症の世界的流行により中止 | 新型コロナウイルス感染症の世界的流行により中止 |
| 2021        | 6月20日                                        | 7                                              | ポール・リカール                               | マックス・フェルスタッペン                        | レッドブル-ホンダ                               | 詳細                                           |                                                |
| 2022        | 7月24日                                        | 12                                             | ポール・リカール                               | マックス・フェルスタッペン                        | レッドブル-RBPT                                 | 詳細                                           |                                                |

### 過去の開催サーキット

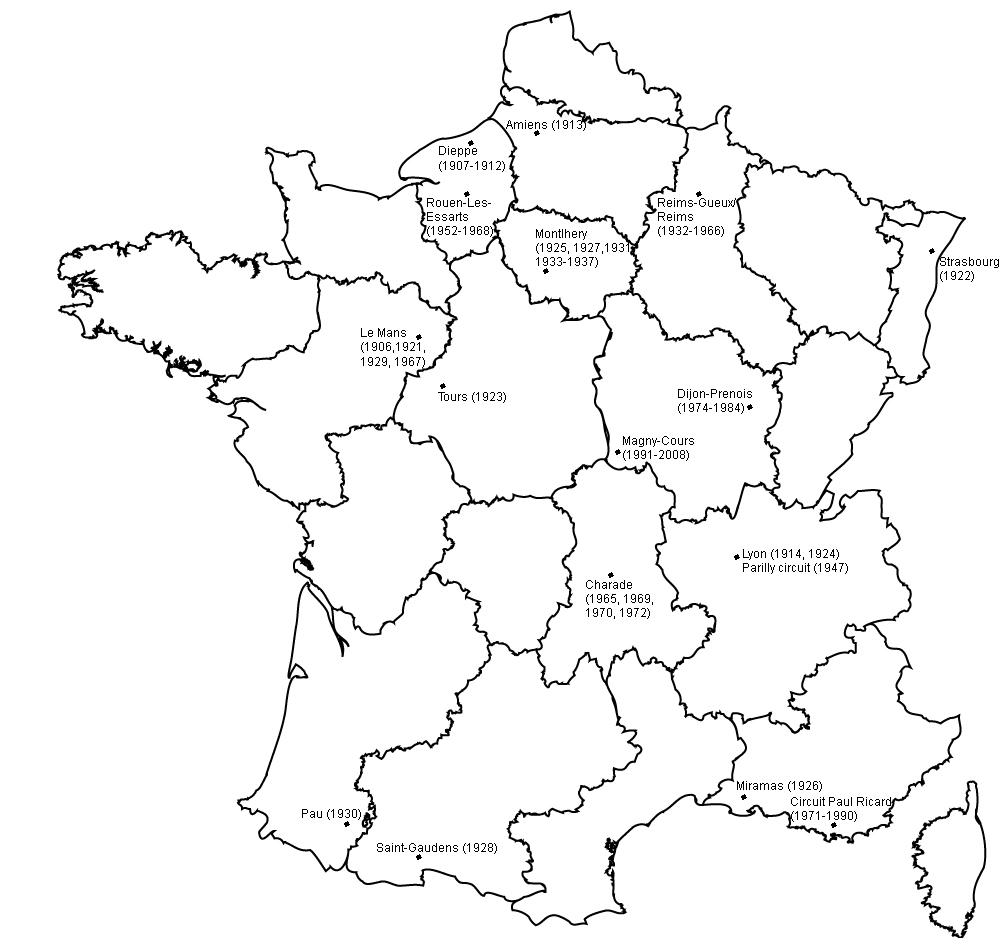
フランスGPの開催地

F1世界選手権レース開催前

ル・マン（1906）
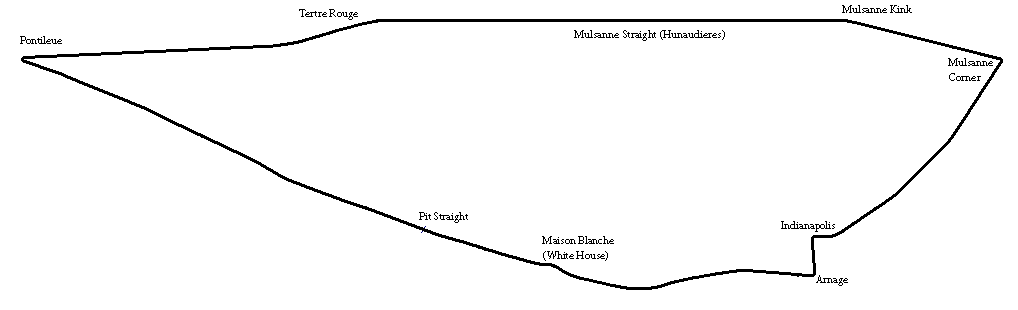
ル・マン（1921）
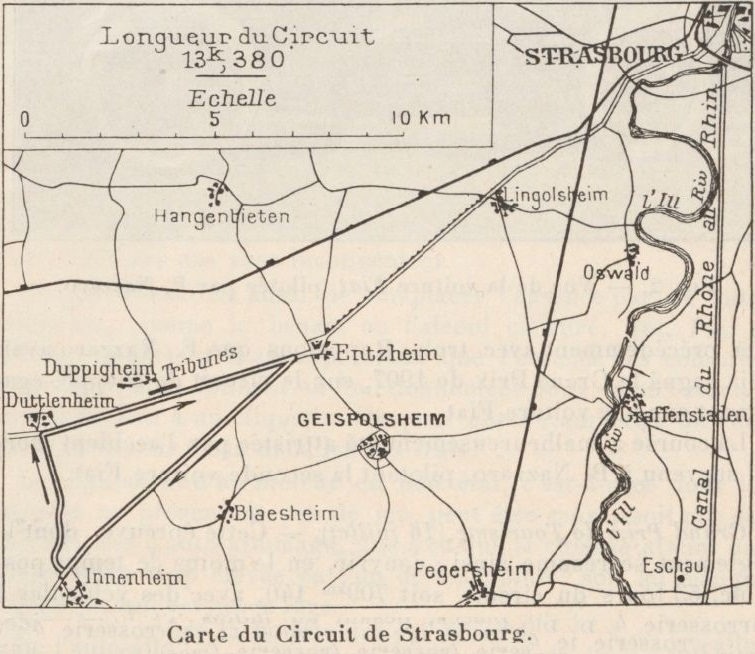
ストラスブール（1922）
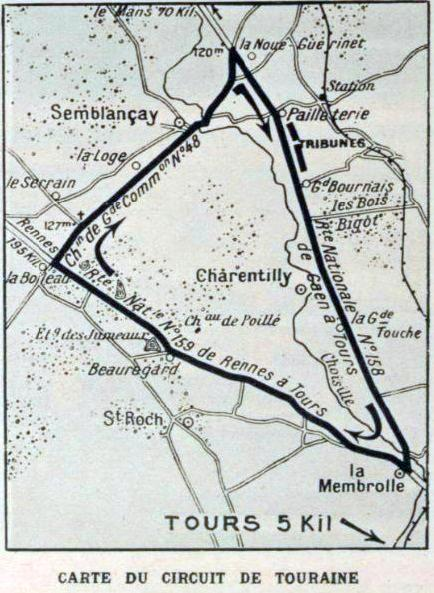
トゥール（1923）
モンレリ（1925, 1927, 1931, 1933-1937）
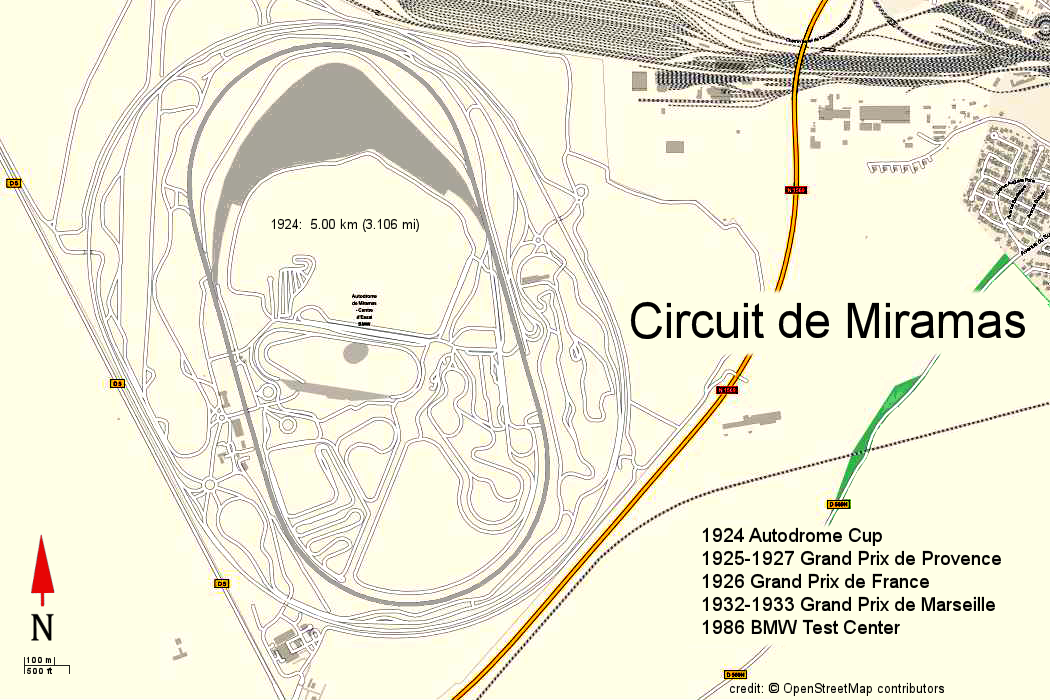
ミラマ（1926）
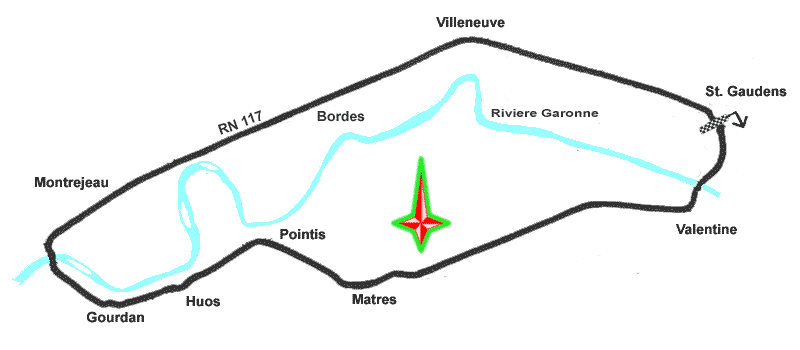
サン＝ゴーダンス（1928）
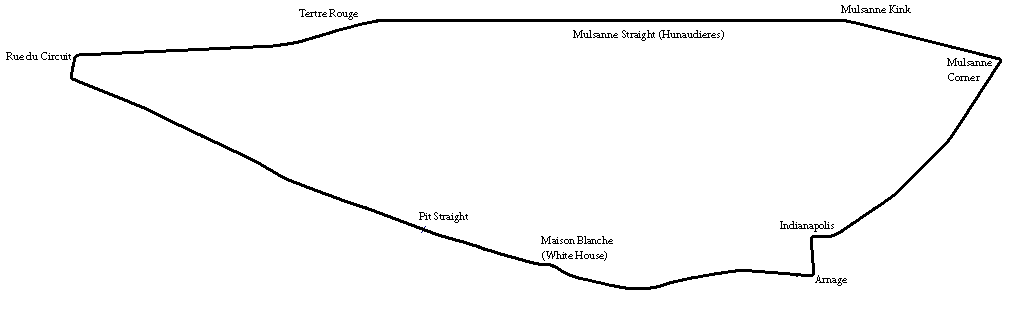
ル・マン（1929）
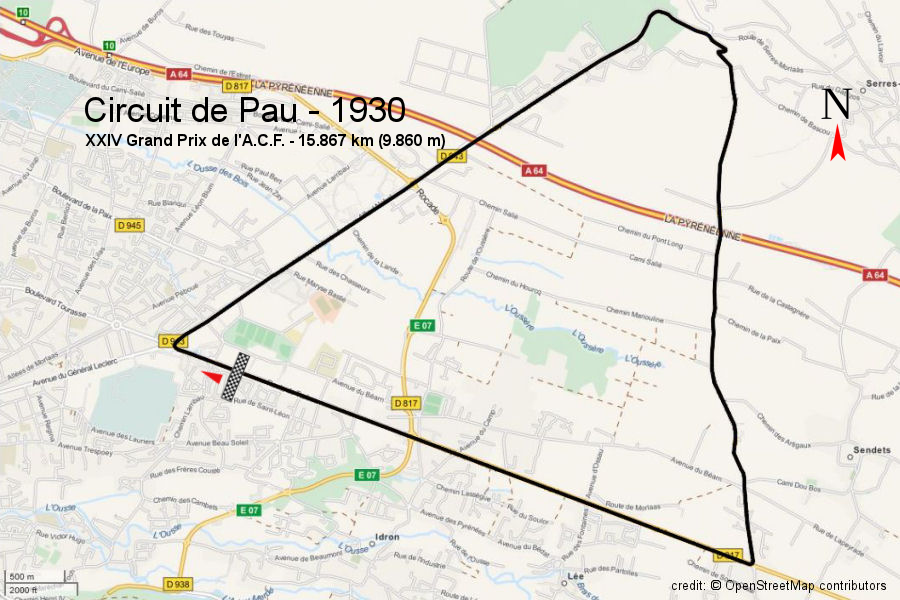
ポー（1930）
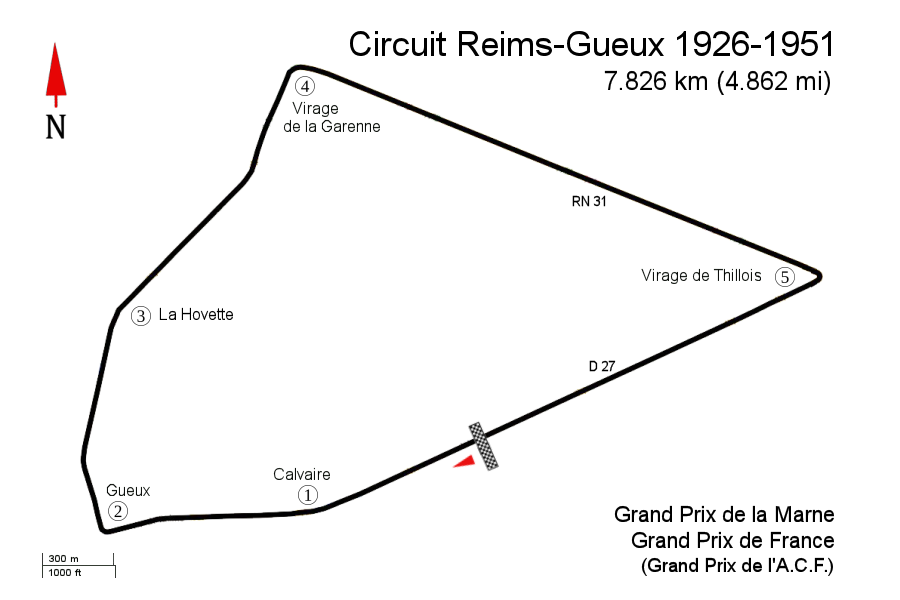
ランス・グー (1932, 1938-1939, 1948-1949)
リヨン＝パリリー（1947）

F1世界選手権レース開催後

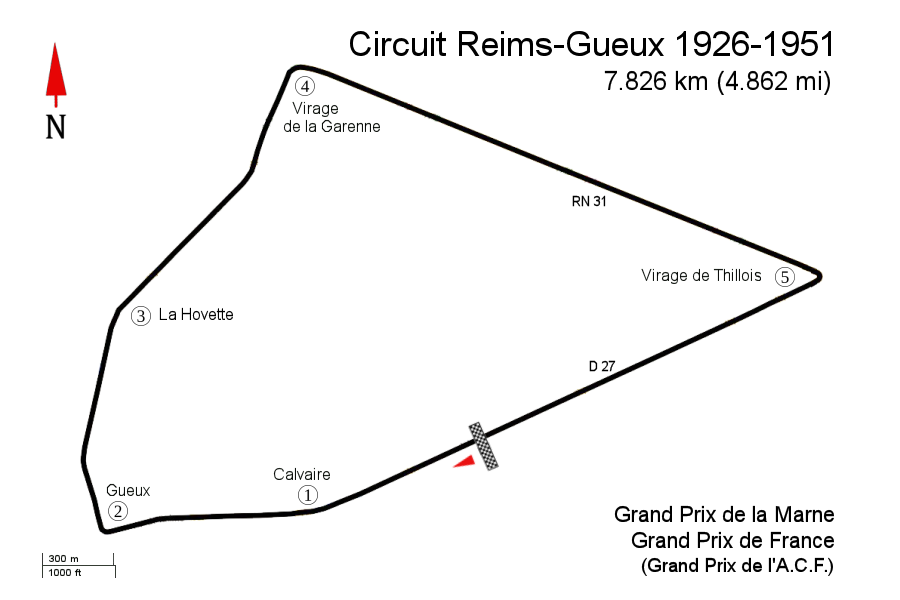
ランス・グー（1950-1951）
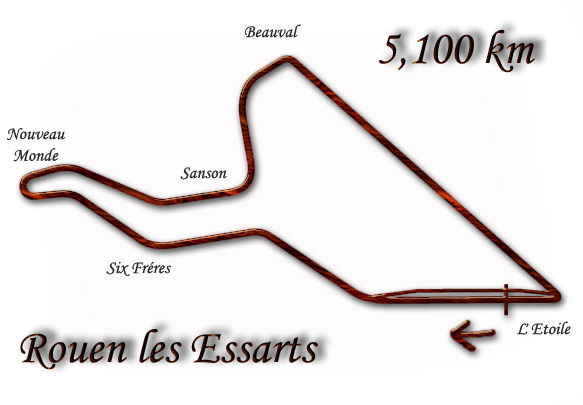
ルーアン（1952）
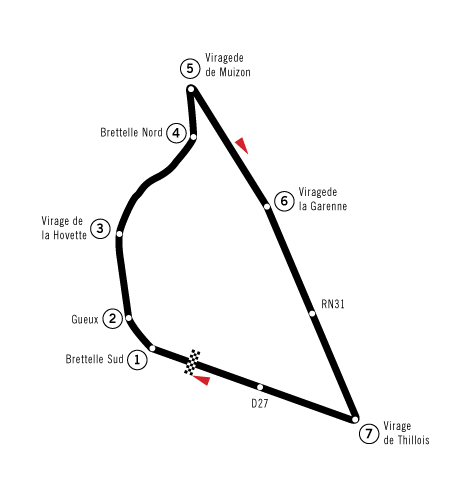
ランス（1953）
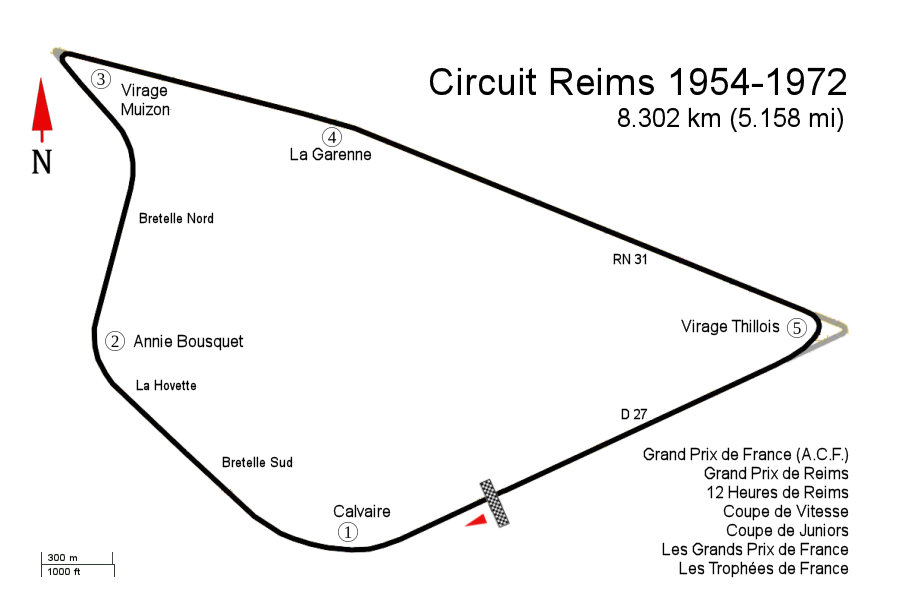
ランス（1954–1956, 1958-1961, 1963, 1966）
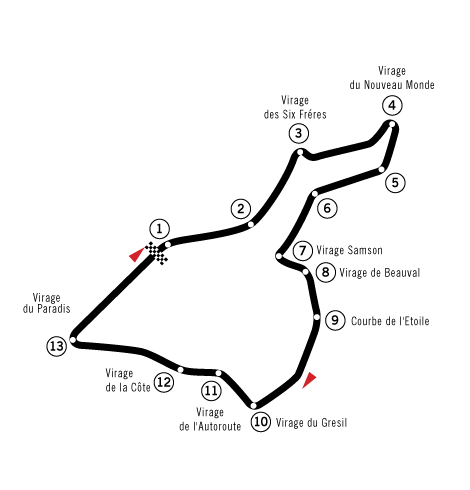
ルーアン（1957, 1962, 1964, 1968）
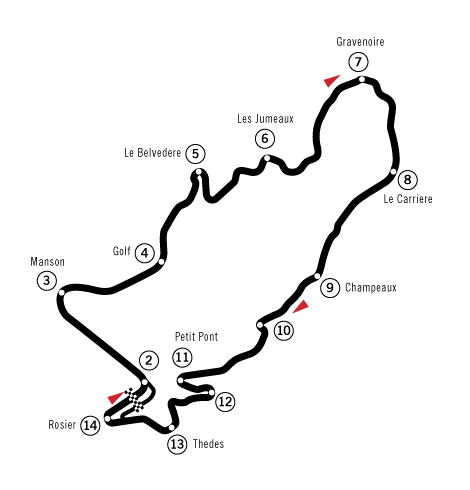
クレルモンフェラン（1965, 1969-1970, 1972）
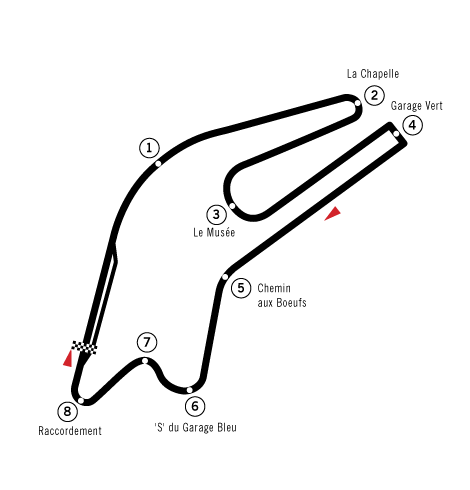
ブガッティ(ル・マン)（1967）
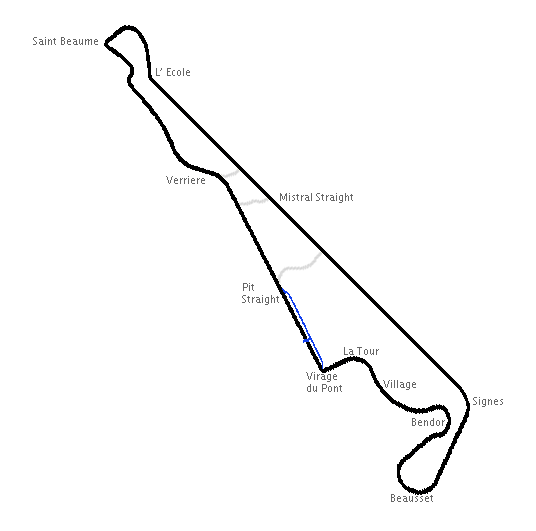
ポール・リカール（1971, 1973, 1975-1976, 1978, 1980, 1982-1983, 1985）
ディジョン（1974）
ディジョン（1977, 1979, 1981, 1984）
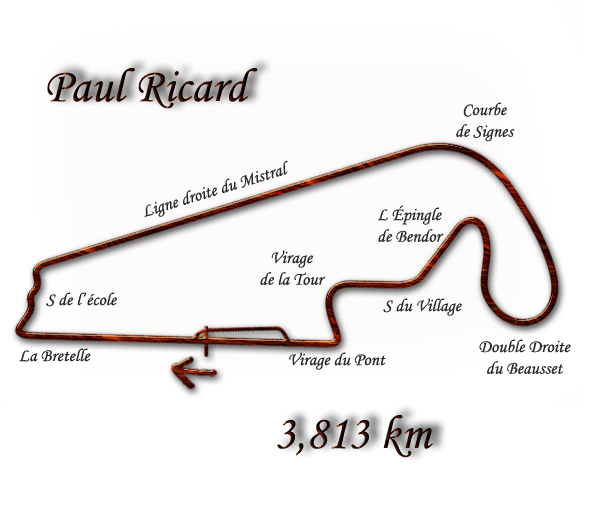
ポール・リカール（1986-1990）
マニクール（1991）
マニクール（1992-2002）
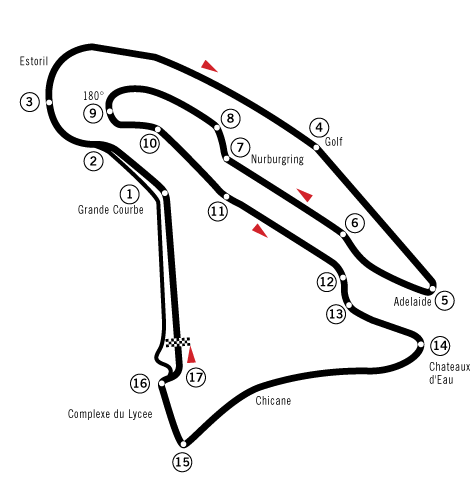
マニクール（2003-2008）
ポール・リカール（2018-2019. 2021-2022）

## 優勝回数
複数回勝利を挙げた者のみ対象とする。

### ドライバー
| 回数 | ドライバー                           | 優勝年                                         |
| ---- | ------------------------------------ | ---------------------------------------------- |
| 8    | ミハエル・シューマッハ               | 1994, 1995, 1997, 1998, 2001, 2002, 2004, 2006 |
| 6    | アラン・プロスト                     | 1981, 1983, 1988, 1989, 1990, 1993             |
| 5    | ルイ・シロン                         | 19311, 1934, 1937, 1947, 1949                  |
| 4    | ファン・マヌエル・ファンジオ         | 1950, 19512, 1954, 1957                        |
| 4    | ナイジェル・マンセル                 | 1986, 1987, 1991, 1992                         |
| 3    | ジャック・ブラバム                   | 1960, 1966, 1967                               |
| 3    | ジャッキー・スチュワート             | 1969, 1971, 1972                               |
| 2    | ジョルジュ・ボワイヨ                 | 1912, 1913                                     |
| 2    | クリスティアン・ラウテンシュラガー   | 1908, 1914                                     |
| 2    | フェリーチェ・ナザーロ               | 1907, 1922                                     |
| 2    | ロベール・ブノワ                     | 1925, 1927                                     |
| 2    | ウィリアム・グローバー＝ウィリアムズ | 1928, 1929                                     |
| 2    | ジュゼッペ・カンパーリ               | 1924, 1933                                     |
| 2    | ジャン＝ピエール・ウィミーユ         | 1936, 1948                                     |
| 2    | マイク・ホーソーン                   | 1953, 1958                                     |
| 2    | ダン・ガーニー                       | 1962, 1964                                     |
| 2    | ジム・クラーク                       | 1963, 1965                                     |
| 2    | ロニー・ピーターソン                 | 1973, 1974                                     |
| 2    | マリオ・アンドレッティ               | 1977, 1978                                     |
| 2    | ニキ・ラウダ                         | 1975, 1984                                     |
| 2    | ルイス・ハミルトン                   | 2018, 2019                                     |
| 2    | マックス・フェルスタッペン           | 2021, 2022                                     |

- 太字は2025年のF1世界選手権に参戦中のドライバー。
- ピンク地はF1世界選手権以外で開催された年。
- グリーン地は第二次世界大戦前に行われていた世界マニュファクチャラーズ選手権（英語版）[注 5]の一戦として開催された年。
- クリーム地は第二次世界大戦前に行われていたヨーロッパ・ドライバーズ選手権[注 6]の一戦として開催された年。
- ^1 1931年のルイ・シロンはアキーレ・ヴァルツィとブガッティをシェアして優勝した。
- ^2 1951年のファン・マヌエル・ファンジオはルイジ・ファジオーリとアルファロメオ・159をシェアして優勝した。

### コンストラクター
| 回数 | コンストラクター | 優勝年                                                                                               |
| ---- | ---------------- | --- |
| 17   | フェラーリ       | 1952, 1953, 1956, 1958, 1959, 1961, 1968, 1975, 1990, 1997, 1998, 2001, 2002, 2004, 2006, 2007, 2008 |
| 8    | ウィリアムズ     | 1980, 1986, 1987, 1991, 1992, 1993, 1996, 2003                                                       |
| 7    | ロータス         | 1963, 1965, 1970, 1973, 1974, 1977, 1978                                                             |
| 7    | メルセデス       | 1908, 1914, 1935, 1938, 1954, 2018, 2019                                                             |
| 6    | ブガッティ       | 1926, 1928, 1929, 1930, 1931, 1936                                                                   |
| 6    | アルファロメオ   | 1924, 1932, 1934, 1948, 1950, 1951                                                                   |
| 6    | ルノー           | 1906, 1979, 1981, 1982, 1983, 2005                                                                   |
| 5    | マクラーレン     | 1976, 1984, 1988, 1989, 2000                                                                         |
| 4    | ブラバム         | 1964, 1966, 1967, 1985                                                                               |
| 2    | プジョー         | 1912, 1913                                                                                           |
| 2    | フィアット       | 1907, 1922                                                                                           |
| 2    | ドラージュ       | 1925, 1927                                                                                           |
| 2    | タルボ・ラーゴ   | 1947, 1949                                                                                           |
| 2    | マセラティ       | 1933, 1957                                                                                           |
| 2    | ティレル         | 1971, 1972                                                                                           |
| 2    | ベネトン         | 1994, 1995                                                                                           |
| 2    | レッドブル       | 2021, 2022                                                                                           |

- 太字は2025年のF1世界選手権に参戦中のコンストラクター。
- ピンク地はF1世界選手権以外で開催された年。
- グリーン地は第二次世界大戦前に行われていた世界マニュファクチャラーズ選手権（英語版）[注 5]の一戦として開催された年。
- クリーム地は第二次世界大戦前に行われていたヨーロッパ・ドライバーズ選手権[注 6]の一戦として開催された年。

1. ↑  1908年及び1914年はベンツとの合併前。
2. ↑  1986-1995年はイギリス国籍、1996-2001年はイタリア国籍。

### エンジン
| 回数 | メーカー       | 優勝年                                                                                               |
| ---- | -------------- | --- |
| 17   | フェラーリ     | 1952, 1953, 1956, 1958, 1959, 1961, 1968, 1975, 1990, 1997, 1998, 2001, 2002, 2004, 2006, 2007, 2008 |
| 11   | フォード       | 1969, 1970, 1971, 1972, 1973, 1974, 1976, 1977, 1978, 1980, 1994                                     |
| 11   | ルノー         | 1906, 1979, 1981, 1982, 1983, 1991, 1992, 1993, 1995, 1996, 2005                                     |
| 8    | メルセデス     | 1908, 1914, 1935, 1938, 1954, 2000, 2018, 2019                                                       |
| 6    | ブガッティ     | 1926, 1928, 1929, 1930, 1931, 1936                                                                   |
| 6    | アルファロメオ | 1924, 1932, 1934, 1948, 1950, 1951                                                                   |
| 5    | ホンダ         | 1986, 1987, 1988, 1989, 2021                                                                         |
| 4    | クライマックス | 1960, 1963, 1964, 1965                                                                               |
| 2    | プジョー       | 1912, 1913                                                                                           |
| 2    | フィアット     | 1907, 1922                                                                                           |
| 2    | ドラージュ     | 1925, 1927                                                                                           |
| 2    | タルボ・ラーゴ | 1947, 1949                                                                                           |
| 2    | マセラティ     | 1933, 1957                                                                                           |
| 2    | レプコ         | 1966, 1967                                                                                           |
| 2    | BMW            | 1985, 2003                                                                                           |

- 太字は2025年のF1世界選手権に参戦中のメーカー。
- ピンク地はF1世界選手権以外で開催された年。
- クリーム地は第二次世界大戦前に行われていたヨーロッパ・ドライバーズ選手権[注 6]の一戦として開催された年。
- グリーン地は第二次世界大戦前に行われていた世界マニュファクチャラーズ選手権（英語版）[注 5]の一戦として開催された年。

1. ↑  コスワースが製造。
2. ↑  1908年及び1914年はベンツとの合併前。2000年はイルモアが製造。

## フランスグランプリとみなされるレース
1920年代初頭から、フランスのメディアは1906年以前にフランスで開催された8回の都市間レース（1895年-1896年及び1898年-1903年）を「フランス自動車クラブ(ACF)グランプリ」として紹介し、これにより1906年に行われた最初のフランスグランプリは「第9回ACFグランプリ（仏: 9e Grand Prix de l'Automobile Club de France）」として知られるようになった。これはACFグランプリが世界最古のレースであるかのように見せたい意図があった。
| 年    | 開催日            | レース名（ルート）                 | 勝者                     | コンストラクター | 結果 |
| ----- | ----------------- | ---------------------------------- | ------------------------ | ---------------- | ---- |
| 1895  | 6月11日-13日      | パリ-ボルドー-パリ                 | ポール・ケクラン         | プジョー         | 詳細 |
| 1896  | 9月24日-10月3日   | パリ-マルセイユ-パリ               | エミール・マヤデ         | パナール         | 詳細 |
| 1898  | 7月7日-13日       | パリ-アムステルダム-パリ           | フェルナン・シャロン     | パナール         | 詳細 |
| 1899  | 7月16日-24日      | ツール・ド・フランス （パリ-パリ） | ルネ・ド・ニフ           | パナール         | 詳細 |
| 1900  | 7月25日,27日-28日 | パリ-トゥールーズ-パリ             | ルヴェー                 | モース           | 詳細 |
| 1901  | 6月27日-29日      | パリ-ベルリン                      | アンリ・フルニエ         | モース           | 詳細 |
| 1902  | 6月26日-28日      | パリ-ウィーン・レース              | マルセル・ルノー         | ルノー           | 詳細 |
| 1903  | 5月24日           | パリ-マドリード・レース            | フェルナンド・ガブリエル | モース           | 詳細 |
| 出典: |                   |                                    |                          |                  |      |